# Kasper Dolberg
Kasper Dolberg Rasmussen (Silkeborg, 1997. október 6.) dán válogatott labdarúgó, a belga RSC Anderlecht játékosa.

## Pályafutása
Silkeborgban született, és a helyi GFG Voel kezdett futballozni. 12 évesen került a Silkeborg IF-hez, ebben az egyesületben vált felnőtt játékossá.
2015. január 5-én csatlakozott a holland Ajaxhoz.
2019. augusztus 27-én 20 millió euró ellenében aláírt a francia élvonalbeli Nice csapatához, szerződése 2024-ig szól.
2023. július 7-én négy évre írt alá a belga RSC Anderlecht csapatához.

## Statisztika

### A válogatottban
| Válogatott | Év       | Pályára lépés | Gól |
| ---------- | -------- | ------------- | --- |
| Dánia      | 2016     | 1             | 0   |
| Dánia      | 2017     | 3             | 1   |
| Dánia      | 2018     | 6             | 0   |
| Dánia      | 2019     | 7             | 4   |
| Dánia      | 2020     | 5             | 0   |
| Dánia      | 2021     | 10            | 5   |
| Dánia      | 2022     | 8             | 1   |
| Összesen   | Összesen | 40            | 11  |

#### Góljai a válogatottban
| #  | Időpont              | Helyszín                                   | Ellenfél      | Gólok | Eredmény | Kiírás                                     |
| -- | -------------------- | ------------------------------------------ | ------------- | ----- | -------- | ------------------------------------------ |
| 1  | 2017. június 10.     | Központi Stadion, Almati, Kazahsztán       | Kazahsztán    | 3–1   | 3–1      | 2018-as VB-selejtező                       |
| 2  | 2019. június 10.     | Parken Stadion, Koppenhága, Dánia          | Grúzia        | 1–0   | 5–1      | 2020-as EB-selejtező                       |
| 3  | 2019. június 10.     | Parken Stadion, Koppenhága, Dánia          | Grúzia        | 3–1   | 5–1      | 2020-as EB-selejtező                       |
| 4  | 2019. október 15.    | Aalborg Stadion, Aalborg, Dánia            | Luxemburg     | 2–0   | 4–0      | Barátságos mérkőzés                        |
| 5  | 2019. október 15.    | Aalborg Stadion, Aalborg, Dánia            | Luxemburg     | 3–0   | 4–0      | Barátságos mérkőzés                        |
| 6  | 2021. március 28.    | MCH Arena, Herning, Dánia                  | Moldova       | 1–0   | 8–0      | 2022-es VB-selejtező                       |
| 7  | 2021. március 28.    | MCH Arena, Herning, Dánia                  | Moldova       | 6–0   | 8–0      | 2022-es VB-selejtező                       |
| 8  | 2021. június 26.     | Johan Cruijff Arena, Amszterdam, Hollandia | Wales         | 1–0   | 4–0      | 2020-as EB                                 |
| 9  | 2021. június 26.     | Johan Cruijff Arena, Amszterdam, Hollandia | Wales         | 2–0   | 4–0      | 2020-as EB                                 |
| 10 | 2021. július 3.      | Olimpiai Stadion, Baku, Azerbajdzsán       | Csehország    | 2–0   | 2–1      | 2020-as EB                                 |
| 11 | 2022. szeptember 25. | Parken Stadion, Koppenhága, Dánia          | Franciaország | 1–0   | 2–0      | 2022–2023-as UEFA Nemzetek Ligája (A liga) |

## Sikerei, díjai

### Klubcsapatokban
- Ajax
  - Holland bajnok: 2018–19
  - Holland kupa: 2018–19
  - Holland szuperkupa: 2019

### Egyéni
- Év dán labdarúgója: 2016
- AFC Ajax Év tehetsége: 2017
- Johan Cruyff Trophy: 2017